# Tel Kedwa
Tel Kedwa és una excavació del nord del Sinaí on s'ha localitzat una antiga fortalesa egípcia.